# Клементе, Роберто
Роберто Клементе Уокер (англ. Roberto Clemente Walker; 18 августа 1934, Италия — 31 декабря 1972, Сан-Хуан) — пуэрто-риканский профессиональный бейсболист, выступавший 18 сезонов в Главной лиге бейсбола за клуб «Питтсбург Пайрэтс» на позиции правого филдера. В 1973 году посмертно включён в Национальный бейсбольный зал славы, став первым латиноамериканцем, удостоившимся такой чести. Его смерть создала прецедент по включению в Зал славы, согласно которому в него может быть включён не только игрок, закончивший карьеру более 5 лет назад, но и умершие более шести месяцев до момента включения.
За время выступления в МЛБ Клементе 12 раз участвовал в матчах всех звёзд МЛБ, становился самым ценным игроком НЛ и Мировой серии, четыре раза становился лидером НЛ по отбиванию и 12 раз получал награду Золотая ловушка. В 1972 году, во время своего последнего в карьере выхода в регулярном чемпионате на биту, Клементе выбил свой 3000-й хит. В составе «Пайрэтс» Роберто дважды становился победителем Мировой серии.
Во время межсезонья Роберто активно участвовал в благотворительной деятельности в Пуэрто-Рико и других странах Южной Америки. 31 декабря 1972 года во время одной из своих поездок, везя гуманитарную помощь пострадавшим от землетрясения жителем Никарагуа, его самолёт разбился, в результате чего бейсболист погиб.

## Национальные награды
Роберто Клементе было посмертно вручено три гражданские награды правительства Соединенных Штатов от Президента Соединенных Штатов, включая первую Президентскую Медаль за гражданские заслуги:
- 14 мая 1973 года президент Ричард Никсон: Золотая медаль Конгресса США Роберто Уокера Клементе[2]
- 14 мая 1973 года президент Ричард Никсон: Президентская медаль за гражданские заслуги[3]
- 23 июля 2003 года президент Джордж Буш: Президентская медаль Свободы[4]